# Новокунаково
Новокунаково — деревня в Луховицком районе Московской области. Деревня в настоящий момент принадлежит к Астаповскому сельскому поселению, а до 2004 года она относилась к Матырскому сельскому округу.
Новокунаково находится вблизи города Луховицы, в 3 км от него. Ближайший населённый пункт к Новокунаково — маленькая практически нежилая деревня Игнатьево. Рядом с Новокунаково расположено небольшое озерце. Ближайшая река Гнилуша находится в 1,5 км от деревни.
В деревне Новокунаково есть садоводческое некоммерческое товарищество «Чайка».

## Расположение
- Расстояние от административного центра поселения — посёлка совхоза «Астапово»
  - 7,5 км на север от центра посёлка
  - 11 км по дороге от границы посёлка (через Луховицы)
- Расстояние от административного центра района — города Луховицы
  - 4 км на юго-запад от центра города
  - 3 км по дороге от границы города

## Транспорт
Имеется регулярное пассажирское автотранспортное сообщение с административным центром муниципального района городом Луховицы и некоторыми сёлами Луховицкого района — через деревню проходит автобусный маршрут № 28 Луховицкого АТП: Луховицы — Новокунаково — Берхино.

## Улицы
В деревне существуют (или существовали ранее) следующие улицы:
- Дорожная улица
- Садовая улица
- Полевая улица

## Люди, связанные с деревней
В деревне Новокунаково родился Павел Павлович Кулешов, танкист, участник Великой Отечественной войны и Герой Советского Союза.